# 在日クウェート人
在日クウェート人（ざいにちクウェートじん、アラビア語: كويتيون في اليابان）は、日本に一定期間在住するクウェート国籍の人々である。

## 統計
日本の法務省の在留外国人統計によると、2018年6月末時点で在日クウェート人は41人である。
在留資格別（3位まで）
| 順位 | 在留資格         | 人数 |
| ---- | ---------------- | ---- |
| 1    | 留学             | 18   |
| 2    | 家族滞在         | 13   |
| 3    | 日本人の配偶者等 | 6    |

都道府県別（3位まで）
| 順位 | 都道府県 | 人数 |
| ---- | -------- | ---- |
| 1    | 東京     | 26   |
| 2    | 宮城     | 3    |
| 3    | 京都     | 3    |